# Losheim am See

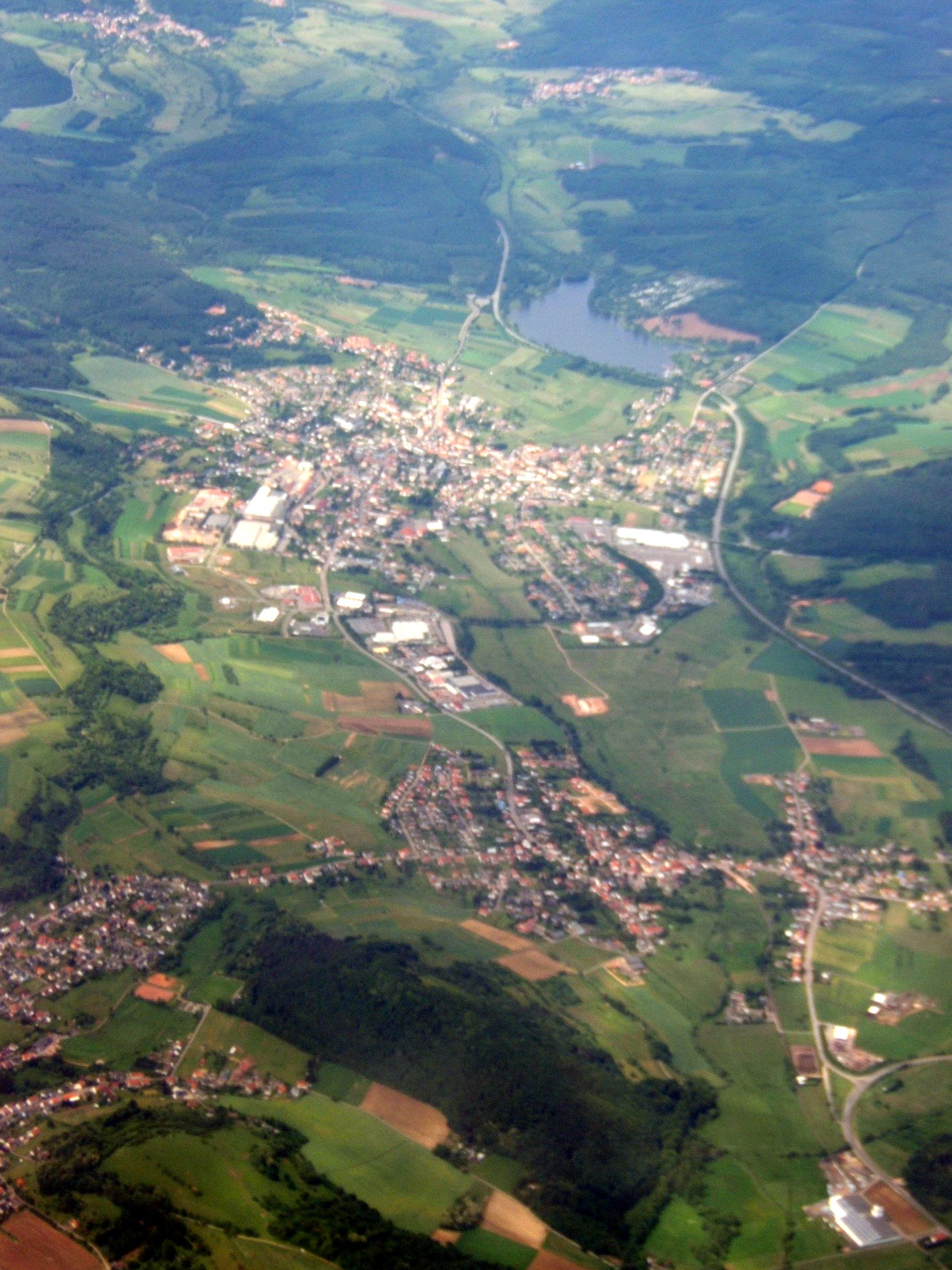
Losheim am See z lotu ptaka

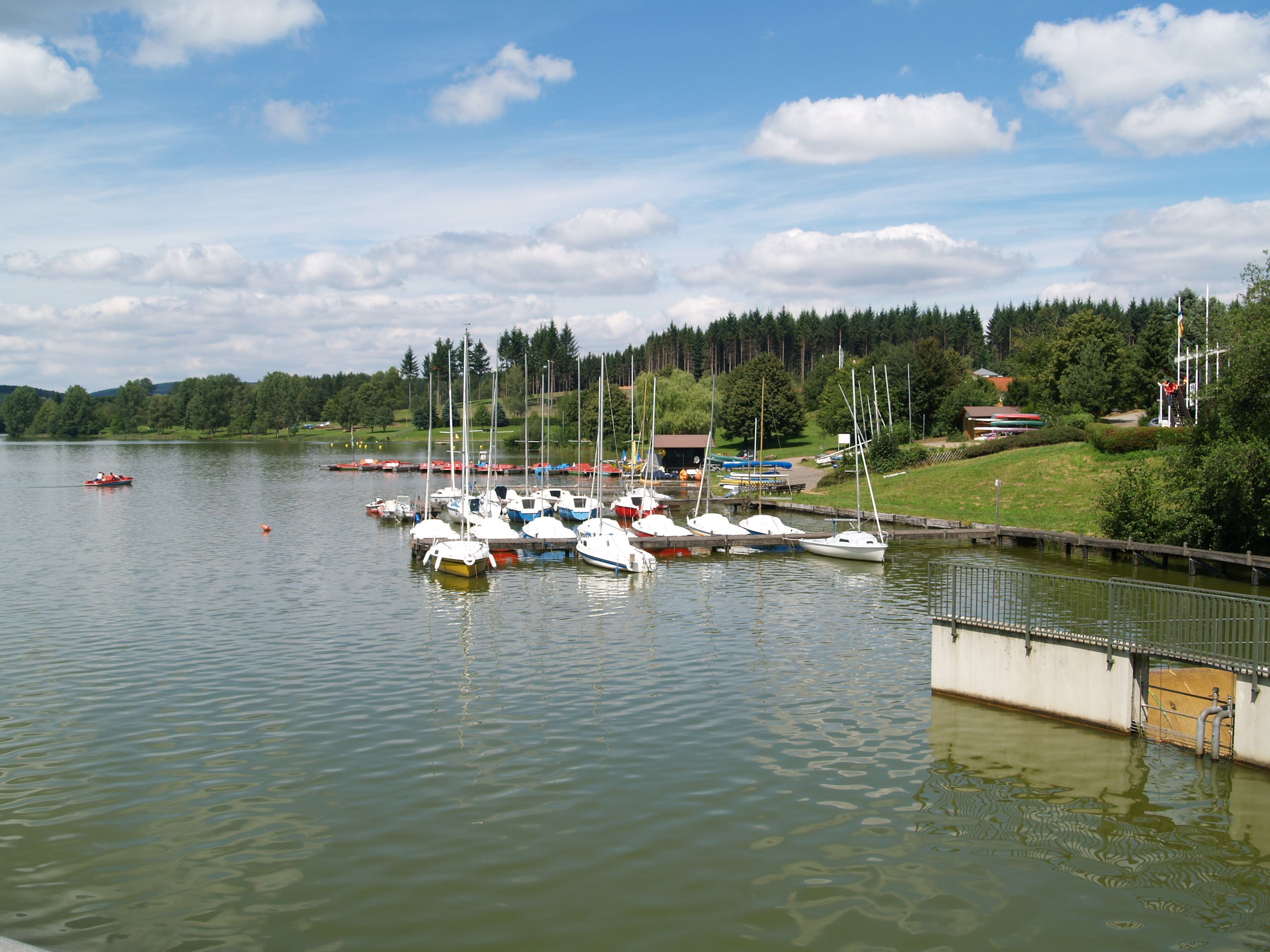
Rezerwuar Losheim

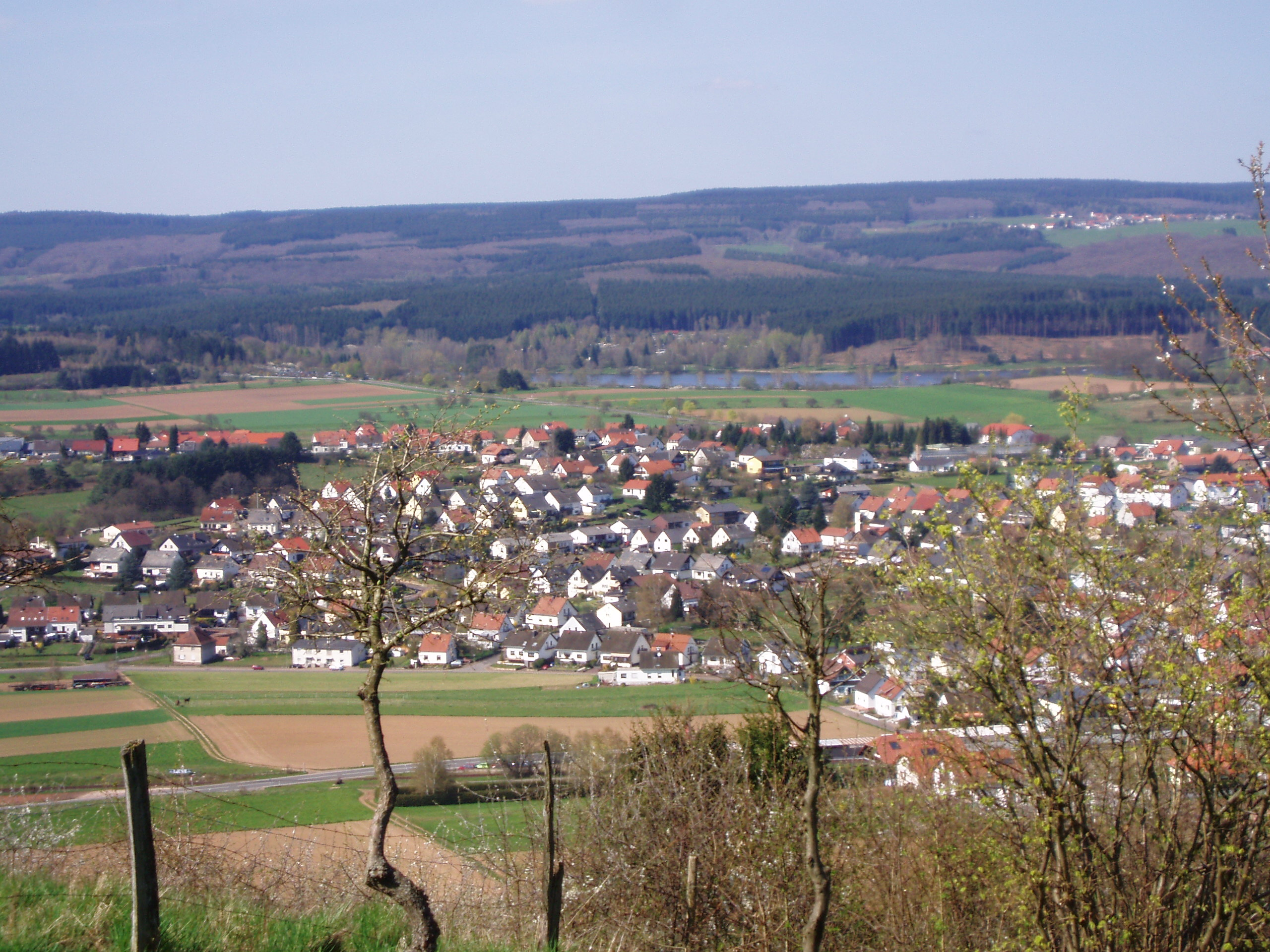
Panorama Losheim am See

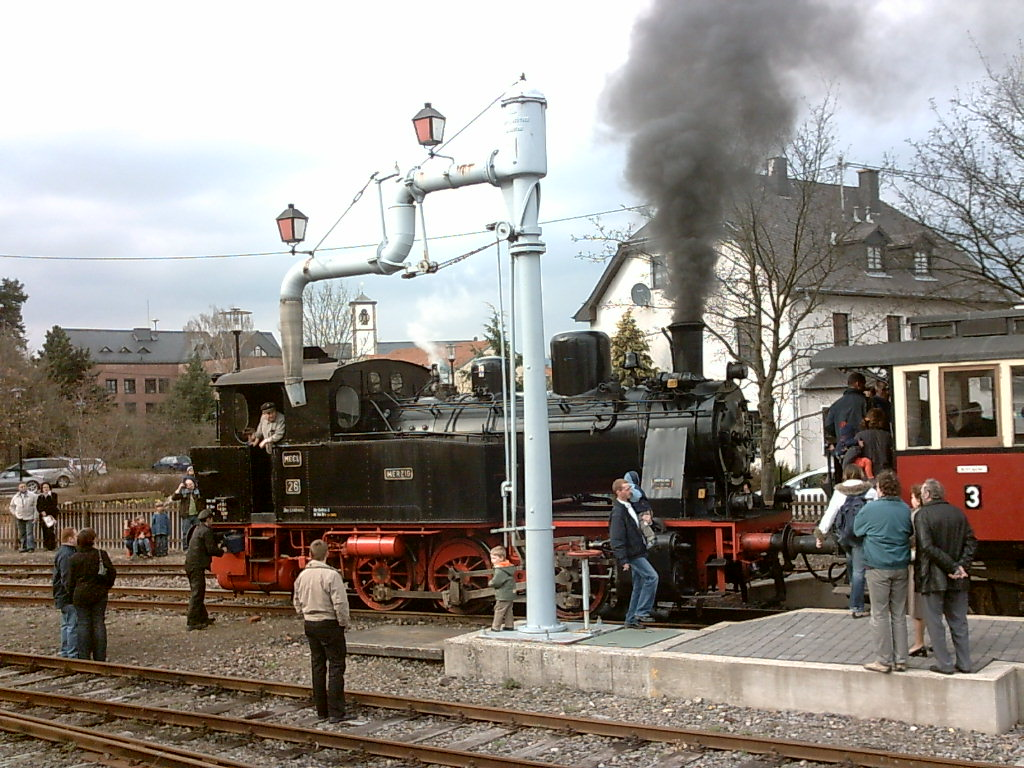
Parowóz

Losheim am See – miejscowość i gmina w zachodnich Niemczech, w północnej części kraju związkowego Saara, w powiecie Merzig-Wadern. Leży w zachodnich obrzeżach Schwarzwälder Hochwald nad potokiem Losheimer Bach. Obszar gminy Losheim am See wynosi 96,76 km², zamieszkuje ją 16 415 osób (2010).

## Geografia
Losheim am See położone jest ok. 36 km na północny zachód od Saarbrücken i ok. 45 km na południowy wschód od Luksemburga.

## Dzielnice
W skład gminy wchodzi 12 dzielnic: Bachem, Bergen, Britten, Hausbach, Losheim, Mitlosheim, Niederlosheim, Rimlingen, Rissenthal, Scheiden, Wahlen i Waldhölzbach.

## Zabytki i atrakcje
- jezioro zaporowe Losheim
- osiem certyfikowanych szlaków turystycznych

(według dzielnic)
Bachem
- gospoda z 1905
- kościół parafialny pw. św. Willibrorda (St. Willibrord), wybudowany w 1923
- zabudowania dworcowe z 1903

Britten
- kościół parafialny pw. św. Wendelina (St. Wendalinus) z 1824, odbudowany w 1948–1949
- krzyże przydrożne z XVIII i XIX w.
- szkoła z 1910

Losheim am See
- zabytkowa linia kolejowa Merzig-Büschfelder-Eisenbahn do Merzig
- Muzeum Kolejnictwa (Ensemble Merzig-Büschfelder-Eisenbahn )
- kościół parafialny pw. św. Piotra i Pawła (St. Peter und Paul), XVIII-wieczne wyposażenie, odbuowany w 1948
- dom mieszkalny przy Saarbrücker Straße 8, wybudowany w 1749
- dom mieszkalny przy Saarbrücker Straße 13, wybudowany w 1900
- kaplica maryjna (Marienkapelle) z 1858

Mitlosheim
- kościół parafialny pw. św. Kosma i Damiana (St. Cosmas und Damian) z XVIII-wiecznym wyposażeniem
- dom przy Mitlosheimer Straße 29, z 1835

Niederlosheim
- młyn z 1763
- kościół parafialny pw. św. Huberta (St. Hubertus) z 1763, odbudowany w 1957

Rimlingen
- kościół pw. Świętego Krzyża (Hl. Kreuz), wieża z XII w. kościół z 1744, rozbudowany w 1960, wyposażenie z XVIII w.

Rissenthal
- kościół parafialny pw. św. Błażeja (St. Blasius) z 1833
- dom rodzinny Petera Wusta przy Prof.-Peter-Wust-Straße 16, wybudowany w 1841

Scheiden
- Kościół filialny pw. św. Walentego z 1841, rozbudowany w 1950

Wahlen
- kaplica pw. św. Otylii (St. Ottilia) z 1863
- krzyż przy Dillinger Straße z 1706
- kościół parafialny pw. św. Heleny (St. Helena) z XVIII w. rozbudowany w latach 1927–1928
- plebania z 1908–1909
- kaplica pw. św. Marka (St. Markus) z 1868

## Polityka

### Wójtowie
- 1972–1992: Raimund Jakobs (CDU)
- 1992–1995: Reinhard Reis (CDU)
- 1995-obecnie: Lothar Christ (SPD)

### Rada gminy
Rada gminy składa się z 33 członków:
|      | CDU | SPD | FL / Bürger Direkt | GALL | Razem      |
| 2002 | 15  | 12  | 4                  | 2    | 33 miejsca |

## Współpraca
Miejscowości partnerskie:
- Capannori, Włochy - od 1993
- Copargo, Benin
- Lacroix-Saint-Ouen, Francja - od 1998

## Osoby

### Urodzeni w Losheim am See
- Peter Dewes (ur. 1821, zm. 1876), polityk
- Karl-Christian Kohn (ur. 1928, zm. 2006), śpiewak operowy

### Związani z gminą
- Peter Wust (ur. 1884, zm. 1940), filozof chrześcijański
- Jörg Michael Peters (ur. 1960), biskup sufragan Trewiru, proboszcz in Losheim w latach 1996–2003
- Franz-Josef Röder (ur. 1909, zm. 1979), polityk, premier Saary

## Infrastruktura
Losheim jest siedzibą Kraftfahrzeug-Überwachungsorganisation freiberuflicher Kfz-Sachverständiger (KÜS), organizacji zajmującej się standaryzacją.

### Komunikacja
Gmina leży przy drodze krajowej B268 (Saarbrücken-Trewir). Istnieje również połączenie kolejowe do Merzig (Merzig-Büschfelder Eisenbahn), jest to jednak kolej muzealna zapewniająca głównie ruch turystyczny.
Przez teren gminy (dzielnice Britten, Bergen, Scheiden i Waldhölzbach) przebiega również tematyczna droga turystyczna Eichenlaubstraße (pol. Droga Dębowego Liścia).